# أورماس مورو
أورماس مورو (بالإنجليزية: Urmas Muru)‏ (ولد في 27 أغسطس 1961 في بارنو) وهو مهندس معماري وفنان إستوني بارز.
من عام 1968 إلى عام 1979 درس أورماس مورو في المدرسة الثانوية الثانية في بارنو. من عام 1979 درس أورماس مورو في معهد الفن الحكومي لجمعية إستونيا للأبحاث الفنية (أكاديمية الفنون الإستونية اليوم) في قسم الهندسة المعمارية. تخرج من المعهد في عام 1984.
من عام 1984 إلى عام 1985 عمل أورماس مورو في مكتب تالين بمكتب تصميم تسنتروجيز. من 1986 إلى 1990 عمل في مكتب تصميم الدولة (التصميم الصناعي الإستوني). في الوقت الحاضر يعمل أورماس في المكتب المعماري مورو اند بيري.
أهم الأعمال التي قام بها أورماس هي مكتبة بيسكالا، ومركز هابيريست الترفيهي، والعديد من المباني السكنية والمنازل . يتكون إنتاجه الفني من لوحات وعروض. أورماس عضو في اتحاد المهندسين الإستونيين واتحاد الفنانين الإستونيين.

## أعماله
- مستودع جولفي في لاغري، 2002 (مع بيتر بير)
- السكن الاجتماعي في لازنامي، 2003 (مع بيتر بير)
- منزل لأسرة واحدة في كيلي، 2004 (مع بيتر بير)
- منزل لأسرة واحدة في تاباسالو، 2004 (مع بيتر بير)
- مكتبة بيسكالا، 2005 (مع بيتر بير)
- مبنى سكني في تارتو، 2006 (مع بيتر بير)
- بيت الألمنيوم، 2007 (مع بيتر بير)
- مركز هابيريست الترفيهي، 2007 (مع بيتر بير)
- المطبخ الصيفي والساونا في جنوب استونيا، 2008 (مع بيتر بير، ريت فيجيبو)
- المباني السكنية في تالين، 2008 (مع بيتر بير، ريت فيجيبو)